# JW Marriott Cannes
Le JW Marriott Cannes est un hôtel 5 étoiles de prestige des années 1990, de style moderne sur la Croisette à Cannes sur la Côte d'Azur, situé entre le Carlton et le Majestic.

## Géographie
Le JW Marriott Cannes est situé sur la Croisette à Cannes face à la Méditerranée.

## Historique

### Cercle nautique
- en 1864, l'architecte cannois Charles Baron construit le Cercle nautique pour abriter, à l'initiative du duc de Vallombrosa, les activités des membres de la Société des régates de Cannes ; il est démoli en 1947.

### Palais des Festivals dit Palais Croisette
- en 1947, l'architecte Maurice Gridaine construit pour le Festival de Cannes l'ancien Palais des Festivals, renommé ultérieurement Palais Croisette, sur l'emplacement du Cercle nautique, où avaient été organisés les  deux premiers festivals. Il est en fonction  jusqu'en 1982.
- en 1959, le concours Eurovision de la chanson 1959 y est organisé.
- en 1968, l'architecte Olivier-Clément Cacoub et le Bureau Études OTH ajoutent une aile derrière le palais.
- en 1988, le Palais Croisette est démoli.

### Hôtel Noga Hilton
- en 1988, l'architecte français Michel Delattre construit, pour le compte de l'homme d'affaires fondateur d'empire hôtelier Suisse genevois Nessim Gaon, un nouvel hôtel remplaçant ce bâtiment mythique. Il entre dans le groupe Hilton et prend le nom de Noga Hilton (Noga étant l'anagramme de Gaon). Il est dirigé par René Vesti, venant du Hilton Abidjan, pendant la construction puis le début d'exploitation.
- en 1994, Richard Duvauchelle, quitte la direction du Martinez et prend celle du Noga Hilton[1].
- Le 9 février 2001, le bâtiment est répertorié dans l’inventaire général du patrimoine[2].
- en 2002, endetté à hauteur de plus de 51 millions € vis-à-vis de la banque BNP Paribas, Nessim Gaon est condamné par le tribunal de grande instance de Grasse à la vente aux enchères pour payer ses dettes. Mis à prix 51 millions € et évalué à 200 millions €, il est adjugé le 10 février à la bougie au groupe canadien Jesta Capital (spécialisé dans l'acquisition, la gestion et le développement d'actifs immobiliers) pour 84,5 millions €.
- en 2005, un différend oppose le nouveau propriétaire à Nessim Gaon à propos de la plage dont l'exploitation est toujours au nom de Noga.
- la même année, l'ancien maire de Cannes Michel Mouillot est condamné dans une importante affaire de pot-de-vin liée à l'installation de machines à sous dans le casino de l'hôtel en 1996 (affaire Michel Mouillot).

### Hôtel Palais Stéphanie

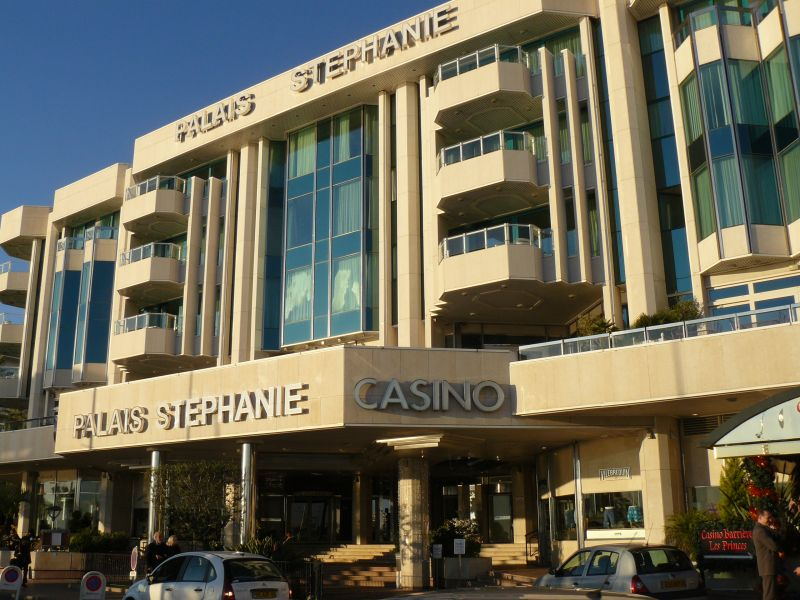
Le Palais Stéphanie en décembre 2008

- en octobre 2007, il passe sous gestion Accor sous l'enseigne Sofitel. L'hôtel est alors rebaptisé « Palais Stéphanie » (prénom de la fille de l'acheteur) après une promesse de 20 millions € de travaux de rénovation.
- le 1er novembre 2007, il devient Palais Stéphanie Managed By Sofitel.
- le 1er janvier 2009, l'hôtel quitte le groupe Accor, prend le nom plus simple de Palais Stéphanie, et entreprend une profonde rénovation de A à Z
- le 21 décembre 2009, il décroche sa cinquième étoile.
- en mai 2010, à quelques jours de l'inauguration du 63e festival de Cannes, après des mois de travaux d’un montant de 38 M€, l’hôtel dévoile son nouveau visage, moderne, glamour, rendant un bel hommage au cinéma[3].
- le 3 décembre 2010, la marque de luxe JW Marriott entre dans le capital pour avoir un hôtel à son nom sur la Croisette[4],[5].
- le 11 avril 2011, l'hôtel devient "JW Marriott Cannes", l'enseigne du groupe américain trône désormais au fronton du palace ; Richard Duvauchelle cède la place à Ziad Atrissi et Mourad Sassi [6].

## Caractéristiques
Le JW Marriott Cannes appartient au groupe canadien Jesta Capital ; il comprend :
- 1 casino en sous-sol nommé Casino Les Princes.
- 5 étages et 500 places de parkings sur 5 sous-sols
- 1 auditorium / théâtre de 820 places, baptisé Théâtre Croisette, dont la ville de Cannes conserve un droit d'utilisation de cent jours par an utilisé pour des manifestations culturelles, dont la plupart des concerts de saison de l'Orchestre régional de Cannes-Provence-Alpes-Côte d’Azur.
- 262 chambres dont 50 suites
- 14 salles de conférences
- 1 galerie commerciale
- 1 piscine extérieure sur le rooftop de l'hôtel